# 小倉寛太郎
小倉 寛太郎（おぐら ひろたろう、1930年〈昭和5年〉 - 2002年〈平成14年〉10月9日）は、日本航空の労働組合の元委員長である。通称かんたろう。山崎豊子の著書『沈まぬ太陽』の主人公・恩地元のモデルとなった人物とされる。

## プロフィール
台北州台北市生まれ。湘南中学校を経て東京大学法学部卒。東京大学教養学部の大学祭である駒場祭創設に実行委員会初代委員長として携わった。卒業後にAIU（のちのAIG損害保険）入社、4年後に退職し日本航空へ入社した。
湘南中学校時代に終戦を迎え、校長、教頭等の辞職を求めてストライキを実施。大学時代は自治会活動に没頭し、レッドパージ反対のストライキを実施。AIU入社後には、労働組合を結成し、役員に就任したが、所属部署が消滅し、退職。
日本航空入社後、日本航空労働組合委員長時代の1960年代前半には、低賃金で酷使されていた労働者の賃上げなどの要求を掲げ、経営陣と激しく対決し、日本航空初のストライキを指導し、皇室フライト（皇太子のフィリピン訪問）でのストを決行。委員長を二期二年務めて、退いた後の会社による報復人事で、社内規定を大幅に越える、約10年間の海外（カラチ、テヘラン、ナイロビ）での勤務を強いられる。
1971年にはケニア政府公認プロハンター資格を取得し、民間交流にも努めたが、その直後、国会の運輸委員会で長年の僻地勤務が指摘されたこともあり、労務対策を是正する一環として、国内勤務とされる。1985年（昭和60年）の日本航空123便墜落事故後、会長室部長に抜擢。会長・伊藤淳二率いる新体制の下、社内改革に力を注ぐ。その後は再び主流から外れ、アフリカへ戻る。1990年、アフリカ調査開発部長を最後に定年退職。
定年退職後は長い僻地勤務の経験からアフリカ研究家、動物写真家、随筆家として活躍。ケニア政府とウガンダ政府からは野生生物保全管理官（名誉ウォーデン）に任ぜられた。1976年には戸川幸夫、羽仁進、渥美清、田中光常、小原秀雄、増井光子、渡辺貞夫、岩合光昭ら東アフリカの自然と人を愛する同好の士を集めて「サバンナクラブ」を発足させ、事務局長を務めている。2002年（平成14年）10月、肺癌で死去（72歳）。

## 著書
- 単著

『フィールドガイド・アフリカ野生動物』講談社(1994/08) ISBN 4062570327
『東アフリカの鳥』文一総合出版（1998/08）ISBN 4829921277
『アフリカの風―サバンナ・生命の日々』新潮社(2000/11) ISBN 4104416010
『自然に生きて』新日本出版社(2002/01) ISBN 4406028439
- 共著

『企業と人間―労働組合、そしてアフリカへ』（岩波ブックレット）(2000/10) 佐高信 ISBN 4000092219
『組織と人間』（角川oneテーマ21）(2009/11) 佐高信 ISBN 4047102202